# El cura de Riogordo
José Antonio Muñoz Sánchez, más conocido como el cura de Riogordo, fue un religioso y guerrillero español activo durante la Guerra de la Independencia Española, que llegó a dirigir una de las partidas más importantes de la provincia de Málaga. Su campo de acción se circunscribió a la parte oriental de dicha provincia y el suroeste de la provincia de Granada. También se dedicó a hostigar a las partidas de forajidos.
En 1808, cuando era teniente cura en la iglesia de Churriana, reclutó a un numeroso contingente de voluntario para luchar contra los franceses. Su primera acción guerrillera la llevó a cabo en 1811, cuando atacó a un destacamento de soldados franceses que se dirigían de Torremolinos a Málaga a lo largo de la costa. Con sólo doce hombres consiguió hacer huir a los soldados y provocándoles varias bajas. A partir de esta acción, su partida llegó a sumar casi cien hombres.
En noviembre de 1811 logró evadir el cerco de cuatro columnas de franceses en Torrox. Resultó herido, pero ese mismo mes continuó imponiendo contribuciones en los pueblos de La Axarquía y reclutando de manera voluntaria o a la fuerza a hombres entre 16 y 40 años. Tras saquear y quemar el pueblo de Periana por negarse a continuar la guerra, el cura Muñoz se reunió en Almáchar con otros guerrilleros, sometiendo a continuación a los pueblos de Arenas y Benamocarra, a donde ya habían llegado las noticias de Periana.
En enero de 1812 arrasa Canillas de Albaida pero es derrotado en Sayalonga por el Comandante de Vélez y tiene que retirarse hacia Colmenar, donde sufre otra derrota. Durante la primavera de ese mismo año su partida recupera fuerzas y se atreve a atacar Vélez-Málaga y la fortaleza de Torre del Mar, enfrentándose al General Vichery y todo el Regimiento 55.º.